# Joseph Bernstein

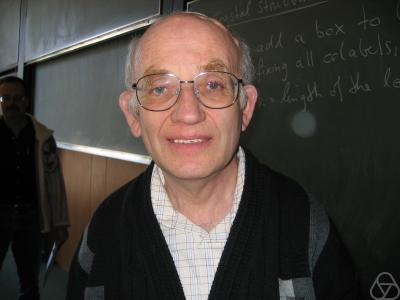
Joseph Bernstein (2005)

Joseph Naumowitsch Bernstein (russisch Иосиф Наумович Бернштейн; hebräisch יוסף ברנשטיין; * 18. April 1945 in Moskau) ist ein in Russland geborener israelischer Mathematiker, der sich mit Darstellungstheorie, algebraischer Geometrie, automorphen Funktionen und Zahlentheorie beschäftigt.

## Werdegang
Bernstein studierte an der Universität Moskau ab 1963, machte dort 1968 sein Diplom und wurde 1972 bei Israel Gelfand promoviert. 1981/82 war er Gastprofessor an der University of Maryland und von 1983 bis 1993 Professor an der Harvard University. Ab 1993 war er Professor an der Universität Tel Aviv.
Er ist Miterfinder von Konzepten wie den Bernstein-Sato-Polynomen (1971) und {\displaystyle D}-Moduln (Moduln über einem Ring von Differentialoperatoren) aus der algebraischen Theorie der Differentialgleichungen. Mit Alexander Beilinson, Pierre Deligne und Ofer Gabber führte er 1982 das Konzept der „perversen Garben“ ein, eine abstrakte algebraische Formalisierung von Ideen aus dem Umfeld des (höherdimensionalen) Riemann-Hilbert-Problems (Differentialgleichungen zu vorgegebener Monodromiegruppe zu suchen, die das Verhalten der Lösungen beim Umlaufen der Singularitäten bestimmen), der Riemann-Hilbert-Korrespondenz. Mit Beilinson, Deligne und Gabber bewies er um 1982 das Decomposition theorem (Zerlegungssatz), den schweren Lefschetz-Satz und Halbeinfachheitssatz für perverse Garben (für positive Charakteristik und Existenz einer Galoisgruppen-Wirkung).
Mit Alexander Beilinson bewies er 1981 die Kazhdan-Lusztig-Vermutungen in der geometrischen Darstellungstheorie.
Mit Andrei Zelevinsky klassifizierte er 1976 Darstellungen p-adischer Gruppen.
2002 wurde er Mitglied der israelischen Akademie der Wissenschaften und 2004 der National Academy of Sciences der Vereinigten Staaten. 1976 erhielt er den Preis der Moskauer Mathematischen Gesellschaft. 2004 erhielt er den Israel-Preis. 1998 war er Invited Speaker auf dem Internationalen Mathematikerkongress in Berlin (Analytic structures on representation spaces of reductive groups). Er ist Fellow der American Mathematical Society.
Zu seinen Doktoranden zählen Alexander Braverman, Dennis Gaitsgory und Edward Frenkel.